# Прімо (реслер)
Едвін «Едді» Карлос Колон (англ. Edwin «Eddie» Carlos Colón, нар. 21 грудня 1982) — пуерториканський професійний реслер. В даний час виступає в World Wrestling Entertainment (WWE) на бренді RAW під псевдонімом Прімо. Він син Карлоса Колона старшого і молодший брат професійних реслерів Стейсі і Карлі Колон, який раніше виступав в WWE під ім'ям Карліто. Кар'єру почав в World Wrestling Council, де ставав WWC Universal Heavyweight Championship 5 разів, а також завойовував безліч другорядних титулів.
У 2007 році Колон підписав контракт з відділенням WWE Florida Championship Wrestling. Пізніше перейшов в основний промоушен WWE, де зі своїм братом Карліто стали першими в історії WWE об'єднаними командними чемпіонами WWE. Пізніше увійшов разом з Епіко в команду Los Matadores.

## WWE
Едді дебютував на RAW в 2008 році після двох років в FCW. Взяв псевдонім Прімо. Постійно супроводжував свого більш знаменитого брата Карліто. Восени 2008 року брати Колон перемогли Курта Хоукінса і Зака Райдера і стали командними Чемпіонами WWE. Після РеслМанії XXV Колони перемогли Командних Чемпіонів Світу Джона Моррісона і Міза і стали першими Об'єднаними командно Чемпіонами. Влітку Команда програє титул Крісу Джеріко і Еджу. Після цього Прімо і Карліто рідко з'являлися. У 2010 році Карліто був звільнений з WWE, поклавши край команді. Прімо сам рідко з'являвся. У третьому сезоні NXT став наставником Ей Джей Лі. Пізніше здійснив кволий-терен і виступав в команді з Заком Райдером, з яким намагався стати Командним Чемпіоном WWE, але команда швидко розпалася. Після РеслМанії XXVII Прімо став першим противником Сін Кари, якому програв. Пізніше програв яке здійснило фейс-терен Заку Райдер, а ще пізніше Алексу Райлі. 11 листопада з'явився на SmackDown!, супроводжуючи Уніко і свого двоюрідного брата Епіко, які з його допомогою перемогли Усо. 15 січня на хаус-шоу разом з Епіко переміг Еір Бум і став новим командним чемпіоном. Програв титул Кофі Кінгстона і його новому напарнику Ар-Трусу.

## В реслінгу
- Фінішер
  - Backstabber

- Улюблені прийоми
  - Diving headbutt
  - Diving or springboard crossbody
  - Dropkick
  - Elbow drop
  - Figure four leglock
  - Hurricanrana
  - Leapfrog body guillotine
  - Leaping back elbow
  - Leg drop
  - Legsweep
  - Monkey Flip
  - Slingshot senton
  - Springboard brain chop
  - Springboard senton
  - Stunner
  - Tornado DDT
  - Turnbuckle climb

- Менеджери
  - Близнючки Белла (Ніккі і Брі Белла)
  - Ей Джей Лі
  - Роза Мендес
  - A.W
  - Ель Торіто

- Музика
  - «Cool» від Jim Johnston
  - «Oh Puerto Rico» від Vinny and Ray
  - «Barcode» від Jack Elliot
  - «Enchanted Isle» від Jim Johnston
  - «Olé Olé» від Jim Johnston

## Титули і нагороди
- Florida Championship Wrestling
  - Florida Tag Team Championship (3 times) — з Еріком Пересом
- Funking Conservatory
  - FC Tag Team Championship (1 раз) — з Карлосом Колоном
- Pro Wrestling Illustrated
  - PWI ставить його #72 з топ 500 найкращих професійних реслерів в 2012 році
- World Wrestling Council
  - WWC Puerto Rico Heavyweight Championship (5 разів)
  - WWC Universal Heavyweight Championship (5 разів)
  - WWC World Junior Heavyweight Championship (5 разів)
  - WWC World Tag Team Championship (1 раз) — з Карлі Колоном
- World Wrestling Entertainment / WWE
  - World Tag Team Championship (1 раз) — з Карліто
  - WWE Tag Team Championship (2 рази) — з Карліто і Епіко